# ファイト!小児がんプロジェクト
ファイト!小児がんプロジェクト（ファイト しょうにがんプロジェクト）は、千葉県がんセンターが千葉大学と連携して行っている、小児がんのうち神経芽腫に対する新しい治療薬を発見するためのプロジェクト。

## 概要
神経芽細胞腫は小児の発症する固形がんのなかで最も発症頻度が高いものの一つであり、日本国内では年間150例程度発生するが、発症した場合の予後は決して芳しくない。このプロジェクトは数多くの民間人のボランティアの所有するコンピューターの計算能力を借りて、神経芽細胞腫に対する新薬（分子標的治療薬）の開発を目指す。
分散型コンピューティングの一つWorld Community GridでBOINCクライアントソフトウェアを利用し、標的分子と各種化合物のバーチャルスクリーニングを行う。その結果を解析することで神経芽腫の要因となる分子（標的分子）の活動を阻害する化合物を選抜し、選抜した化合物で各種実験を行い治療薬を開発する、一種のボランティアプロジェクトである。
一切の専門知識を持たない民間人でもプロジェクトへの参加が可能であり、小児がんの治療法の確立に貢献できる。
数万人のボランティア・メンバーが各々の所有するコンピューターの計算能力を提供し、通常のコンピューターを使用して55,000年かかる膨大な計算を、分散コンピューティングを通じた人海戦術で2年以内に完了させることを目指していた。当初予定した3つの標的分子計算はわずか1年3ヶ月で完了し、現在は追加の標的分子を計算している。また、最初に解析された標的分子計算の成果となる分子標的治療薬（7種類）は2014年現在、動物実験の段階を終了し新薬としての調査の段階に入っている。
プロジェクトは順調に進行しているが現在は一時中断中。
1番目の標的分子に関しては、2種類の有望な分子標的薬を同定しCancer Res誌に論文が投稿された。
2番目以降の標的分子に関しても順次結果を論文にまとめ発表の予定。
2014年2月23日現在、このプロジェクトに消費されたCPU時間はのべ55,874年259日17時間42分17日である。
2015年11月16日、プロジェクトの第2フェーズが佐賀県医療センター好生館主導となり、香港大学やテキサス小児科病院のチームとも協力することや、対象を肝芽腫やユーイング肉腫といったほかの小児ガンまで広げることが示された。また、医薬基盤研究所と産業革新機構がフェーズ1の成果の製薬化に関心を寄せていることや、神経芽細胞腫に対する新薬の開発を行う研究者を支援する団体であるAssociation Hubert Gouin: Enfance & Cancerがプロジェクトに関心を寄せていることが明らかにされた。

## 進捗
- 2009年3月17日 - 『小児がんプロジェクト』が、World Community Gridで開始。3つの新薬の標的分子 (T1, S1, S2) に対する解析を開始。
- 2009年11月6日 - T1（1番目の標的分子）の計算が終了
- 2010年4月30日 - T1（1番目の標的分子）に対する第一段階目の解析から約50種類の化合物を選抜。
- 2010年6月 - 第一目標の3つの新薬の標的分子（T1, S1, S2）に対する計算を完了。
- 2010年8月13日 - 新たな3つの標的分子（N1, L3, L4）の解析を開始。T1（1番目の標的分子）の計算結果から選抜した約50化合物を用いた神経芽腫細胞での実験で、6化合物において細胞増殖抑制効果を確認。
- 2010年9月14日 - S1（2番目の標的分子）の計算結果の解析が終了。27化合物を選抜。
- 2011年4月19日 - S2（3番目の標的分子）の計算結果の解析が終了。25化合物を選抜。
- 2011年5月 - 第二目標の3つの標的分子（N1, L3, L4）の計算が完了。
- 2011年8月12日 - target-7（7番目の目標）の解析を開始。
- 2011年8月22日 - T1（1番目の標的分子）に対して、極めて低濃度で効果を発揮する分子標的治療薬（7種類）を同定。
- 2011年12月7日 - target-8（8番目の目標）の解析を開始。
- 2012年4月25日 - target-9（9番目の目標）の解析を開始。
- 2013年2月       - target-10（10番目の目標）の解析終了。
- 2014年2月20日 - 7つの薬品候補がマウスの神経芽細胞腫の腫瘍を破壊するのに非常に効果的である事が判明した[5]。